# Norwegian International 1983
Die Norwegian International 1983 im Badminton fanden vom 12. bis zum 13. November 1983 in Oslo statt.

## Sieger und Platzierte
| Disziplin    | Gold                          | Silber                              | Bronze                               |
| ------------ | ----------------------------- | ----------------------------------- | ------------------------------------ |
| Herreneinzel | Torben Carlsen                | Kenneth Larsen                      | Göran Carlsson                       |
| Herreneinzel | Torben Carlsen                | Kenneth Larsen                      | Thomas Angarth                       |
| Dameneinzel  | Agnethe Juul                  | Maria Henning                       | Lilian Johansson                     |
| Dameneinzel  | Agnethe Juul                  | Maria Henning                       | Marianne Wikdal                      |
| Herrendoppel | Torben Carlsen Kenneth Larsen | Klas-Gunnar Jönsson Bengt Mellqvist | Ulf Persson Stellan Österberg        |
| Herrendoppel | Torben Carlsen Kenneth Larsen | Klas-Gunnar Jönsson Bengt Mellqvist | Pär-Gunnar Jönsson Manfred Mellqvist |
| Damendoppel  | Agnethe Juul Gitte Paulsen    | Gro Storvik Dorthe Børresen         | Anne Svarstad Marianne Wikdal        |
| Damendoppel  | Agnethe Juul Gitte Paulsen    | Gro Storvik Dorthe Børresen         | Maria Henning Carina Ljungqvist      |
| Mixed        | Kenneth Larsen Gitte Paulsen  | Ulf Persson Lilian Johansson        | Alexander Almer Hertha Obritzhauser  |
| Mixed        | Kenneth Larsen Gitte Paulsen  | Ulf Persson Lilian Johansson        | Geir Dahl Marianne Wikdal            |

## Finalresultate
| Disziplin    | Sieger                        | Finalist                            | Ergebnis          |
| ------------ | ----------------------------- | ----------------------------------- | ----------------- |
| Herreneinzel | Torben Carlsen                | Kenneth Larsen                      | 18:17, 3:15, 15:5 |
| Dameneinzel  | Agnethe Juul                  | Maria Henning                       | 12:9, 11:5        |
| Herrendoppel | Torben Carlsen Kenneth Larsen | Klas-Gunnar Jönsson Bengt Mellqvist | 15:5, 15:10       |
| Damendoppel  | Agnethe Juul Gitte Paulsen    | Gro Storvik Dorthe Børresen         | 15:0, 15:3        |
| Mixed        | Kenneth Larsen Gitte Paulsen  | Ulf Persson Lilian Johansson        | 15:0, 15:2        |